# Hebertisti
Hebertisti (fr.: Hébertistes)  su bili gerilski odred za vrijeme Francuske revolucije. Nazvani su po osnivaču Jacquesu Hébertu, radikalnom novinaru iz Doba revolucije.

Bili su vatreni pristaše Kulta razuma podržavajući uporabu sile s ciljem dekristijanizacije Francuske.

## Poznati članovi
- Jacques Hébert
- Jacques-Claude Bernard
- Pierre-Gaspard Chaumette
- François Chabot
- Pierre-Ulric Dubuisson
- Jean-Baptiste-Joseph Gobel
- Stanislas-Marie Maillard
- Jacob Pereira
- François-Nicolas Vincent

### Galerija članova
- Jacques Hébert
- Pierre-Gaspard Chaumette
- François Chabot
- Jean-Baptiste-Joseph Gobel

## Vanjske poveznice
- http://www.infoplease.com/dictionary/brewers/hebertists.html
- http://www.britannica.com/EBchecked/topic/259019/Hebertist